# Filipe Cruz
Pour les articles homonymes, voir Cruz.
Filipe de Carvalho Pinto da Cruz, né le 7 septembre 1969 à Luanda, est un ancien joueur et un entraîneur Angolo-Portugais de handball.

## Carrière
En tant que joueur, Cruz a joué pour les clubs angolais de Primeiro de Agosto, portugais ABC Braga, de 1997 à 2002 et espagnol du Balonmano Barakaldo. Il a également évolué pour l’équipe nationale portugaise, notamment à l’occasion du Championnat d'Europe 2000 et du Championnat du monde 2001.
En tant qu'entraîneur, Filipe est l'entraîneur en chef de l'équipe nationale angolaise masculine depuis 2010, qu'il a qualifiée pour le Championnat du monde 2017, en terminant à la troisième place du Championnat d'Afrique des nations 2016. Il avait auparavant qualifié l'équipe junior au Championnat du monde 2015. 
En avril 2016, il a été nommé entraîneur en chef de l'équipe nationale angolaise féminine, avant les Jeux olympiques 2016 à Rio de Janeiro, un poste qu'il occupe en même temps que son poste actuel d'entraîneur en chef de l'équipe masculine.
Il est également l'entraîneur en chef du club angolais masculin de Primeiro de Agosto.
En mars 2021, il reprend son poste de sélectionneur de l'équipe féminine, qu'il conduit à un quatorzième titre au championnat d'Afrique 2021.

## Palmarès de joueur
En tant que joueur, son palmarès est

### En club
- Vainqueur du Championnat du Portugal (4) : 1994, 1997, 1998, 2000
- Vainqueur de la Coupe du Portugal (2) :  1997, 2000
- Vainqueur de la Supercoupe du Portugal (1) : 1998

### En équipe nationale masculine
- 12e place au Championnat d'Europe 1994
- 19e place au Championnat du monde 1997
- 7e place au Championnat d'Europe 2000
- 16e place au Championnat du monde 2001
- 9e place au Championnat d'Europe 2002

## Palmarès d'entraîneur

### En équipe nationale masculine
- Médaille de bronze au Championnat d'Afrique des nations junior 2014
- Médaille de bronze au Championnat d'Afrique des nations 2016
- Médaille de bronze au Championnat d'Afrique des nations 2018
- 23e place au Championnat du monde 2019.

### En équipe nationale féminine
- 8e place aux Jeux olympiques 2016
- Médaille d'or au championnat d'Afrique 2016
- Médaille d'or au championnat d'Afrique 2021
- Médaille d'or au championnat d'Afrique 2022